# 福大前西福井駅

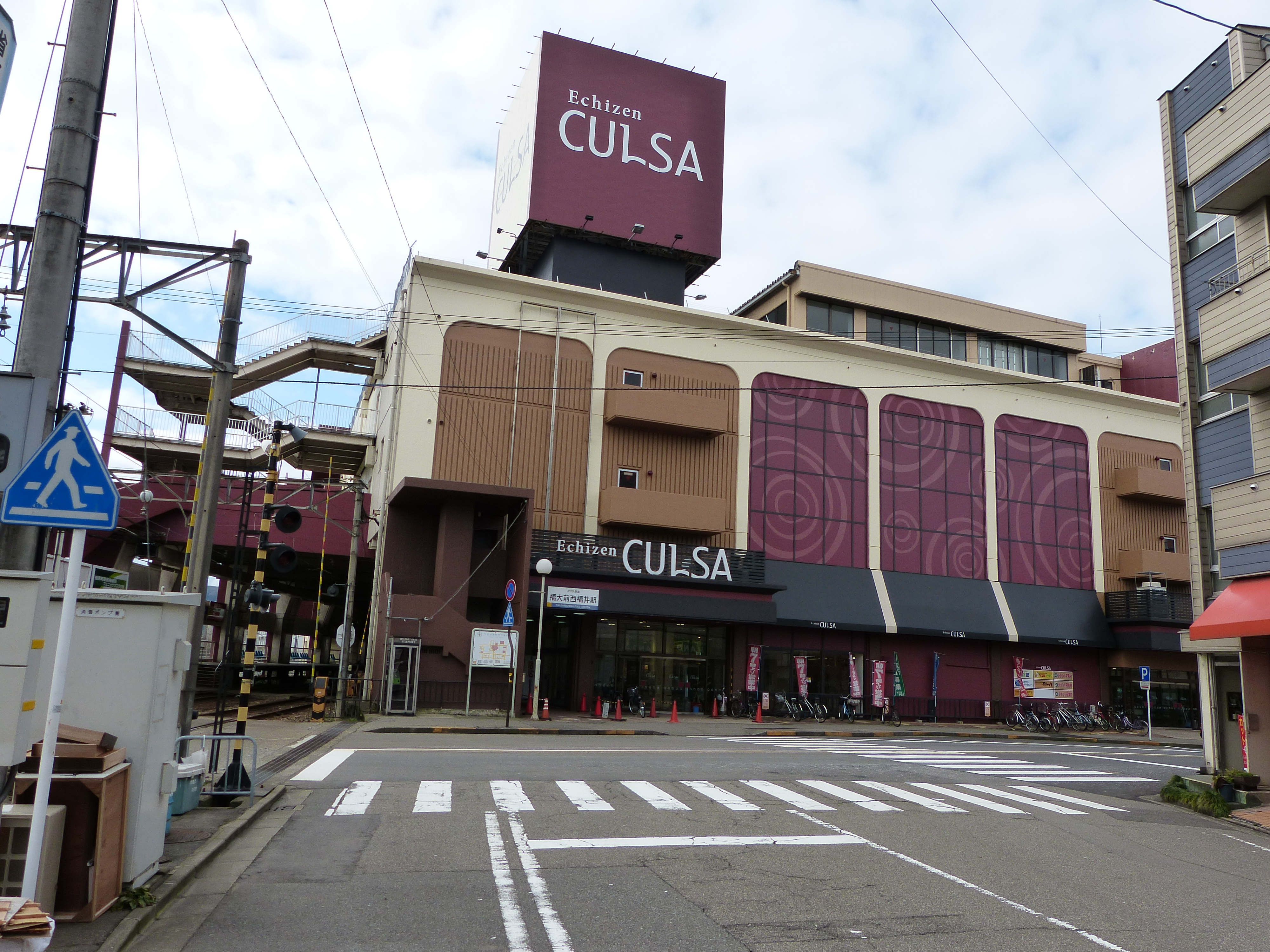
京福西福井ビル

福大前西福井駅（ふくだいまえにしふくいえき）は、福井県福井市文京四丁目にある、えちぜん鉄道三国芦原線の駅である。駅番号はE27。

## 歴史
- 1928年（昭和3年）12月30日：三国芦原電鉄の福井口 - 芦原（現在のあわら湯のまち駅）間開業に伴い[4][5]、西福井駅として開業[1][2][3]。
- 1942年（昭和17年）8月1日：三国芦原電鉄が京福電気鉄道（京福）と合併[6]。同社の三国芦原線の駅となる[5]。
- 1971年（昭和46年）3月1日：貨物取扱を廃止[2]。
- 1979年（昭和54年）1月7日：京福西福井ビル（駅ビル・平和堂西福井店入居）完成と同時に同ビル内に新駅舎完成[7]。
- 1981年（昭和56年）8月1日：駅業務を委託化[2]。
- 2001年（平成13年）6月24日：京福越前本線で列車正面衝突事故が発生（京福電気鉄道越前本線列車衝突事故）[8]。これに伴う全線運行休止により休業[9][10]。
- 2002年（平成14年）
  - 1月20日 - 平和堂西福井店が閉店[11]。
  - 3月 - みつわ西福井店が開店[12]。
- 2003年（平成15年）
  - 2月1日 - 京福がえちぜん鉄道に駅施設を譲渡[10]。同社の三国芦原線の駅となる[2]。
  - 7月20日 - 三国芦原線の福井口 - 西長田（現在の西長田ゆりの里駅）間が運行再開[10]。同時に、駅名を福大前西福井駅に改称[2][13]。
- 2012年（平成24年）
  - 1月：みつわ西福井店が閉店[14]。
  - 12月：ハニーを核とする「えちぜんCULSA（クルサ）」が開店[15]。
- 2016年（平成28年）
  - 3月27日：福井鉄道福武線との直通運転を開始[16][17][18]。同時に低床ホームを新設[16][18]。

## 駅構造
相対式ホーム2面2線の地上駅で、駅員が配置されている有人駅である。列車交換が可能で、福井鉄道との相互直通運転開始時に低床車両専用のホームが新設された。また、これに合わせ朝の時間帯に当駅始発でたけふ新駅行きの普通列車が2本設定されている。
ホーム部分全体の上部が駅ビル（京福西福井ビル）に覆われており、商業施設が併設されている。京福西福井ビルと新駅開業時の1979年（昭和54年）1月に総合スーパー平和堂西福井店がビル内に入居する形で開店したが、2002年（平成14年）1月20日に撤退した。同年3月にスーパーセンターのみつわ西福井店が後継店舗として入居したが、2012年1月に閉店となり、同年12月に食料品スーパーのハニーを核とする「えちぜんCULSA（クルサ）」として新装開店した。なお、駅名が長いため、地元ではかつての駅名であった「西福井」や前述のみつわが入居していたことから「みつわ」と呼ぶことがある。

### のりば
| 番線 | 路線        | ホーム                                      | 行先                                                        | 備考                                   |
| ---- | ----------- | ------------------------------------------- | ----------------------------------------------------------- | -------------------------------------- |
| 1    | ■三国芦原線 | 高床ホーム                                  | ふくい・かつやま・えいへいじ方面 (福井・永平寺口・勝山方面) | 永平寺口・勝山方面は福井口駅で乗り換え |
| 1    | ■三国芦原線 | 低床ホーム （フェニックス田原町ライン専用） | 田原町・(福武線直通)たけふ新方面                            | 朝の当駅終始発列車は2番低床ホーム発着  |
| 2    | ■三国芦原線 | 高床ホーム                                  | みくに・あわらゆのまち方面 (あわら湯のまち・三国港方面)     |                                        |
| 2    | ■三国芦原線 | 低床ホーム （フェニックス田原町ライン専用） | 新田塚・鷲塚針原方面                                        |                                        |

## 利用状況
1日の平均乗降人員は以下のとおりである。
| 乗降人員推移 | 乗降人員推移 |
| 年度         | 1日平均人数  |
| ------------ | ------------ |
| 2011年       | 1,722        |
| 2012年       | 1,642        |
| 2013年       | 1,673        |
| 2014年       | 1,695        |
| 2015年       | 1,709        |
| 2016年       | 1,945        |
| 2017年       | 2,033        |
| 2018年       | 2,072        |

## 駅周辺

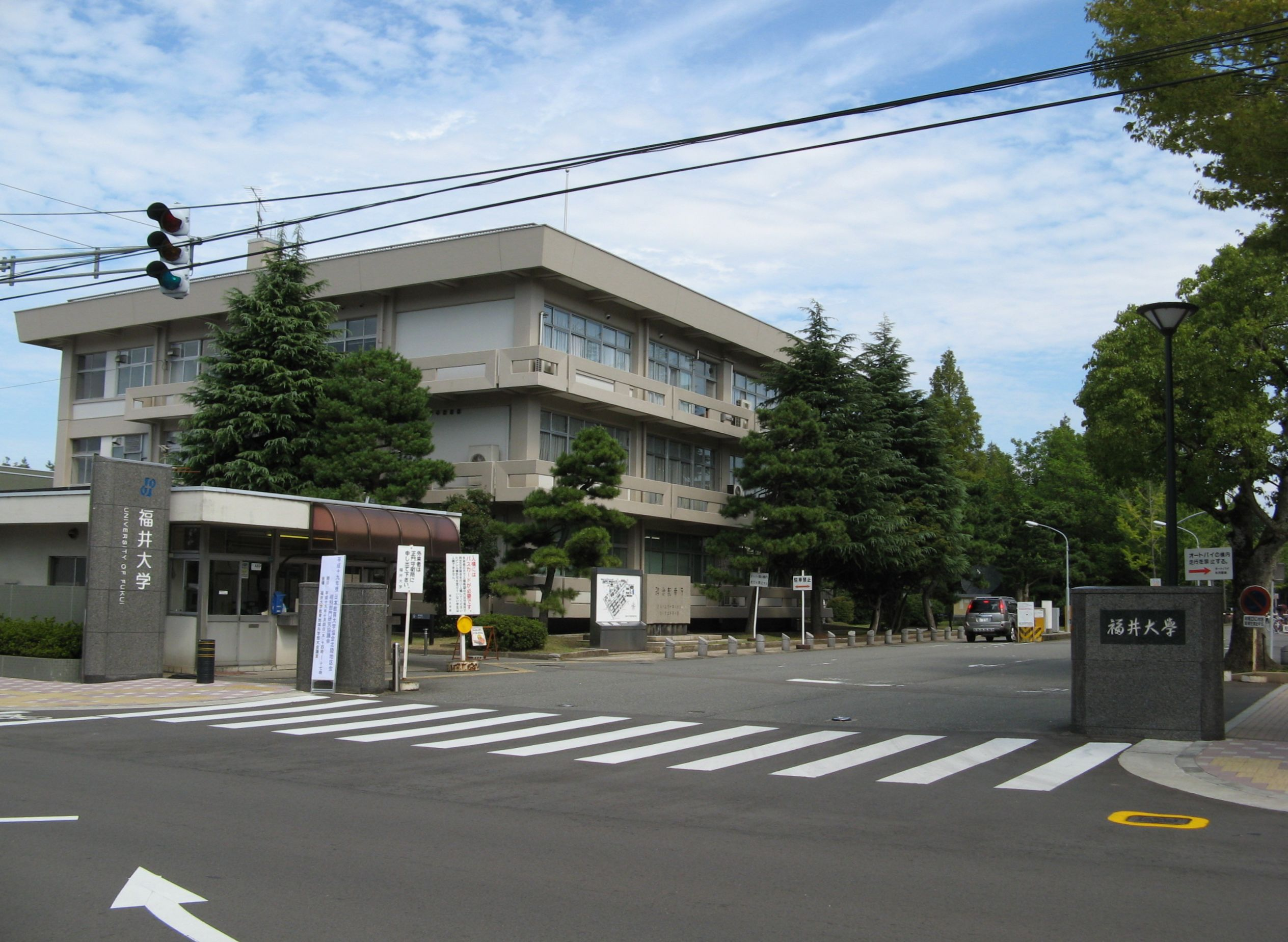
福井大学

約150m先に国立福井大学本部（文京キャンパス）正門があり、マンション・下宿・大学官舎・商店・民家が混在する学生街。
福井県立福井商業高等学校・私立啓新高等学校のほか、民間病院あり。ほか2km近く離れているが私立福井工業大学本部・福井キャンパスおよび福井工業大学附属福井中学校・高等学校の最寄駅でもあるため、通学時間帯には多くの学生が乗降している。
- ハニー食彩館 西福井店

### バス路線
福大前西福井
- 福井市地域コミュニティバス「日新さんさんバス」
  - 日新地区・三郎丸・菅谷・飯塚・日光・田原町方面循環（水曜・日曜・祝日・旧盆・年末年始運休）

福井大学前
- 京福バス
  - 北行 新田塚方面
    - 21系統（幾久・新田塚線:福井大学前先回り） 福井駅行き

  - 南行 上呉服町方面
    - 20系統（幾久・新田塚線:幾久先回り） 福井駅行き

## 隣の駅
えちぜん鉄道
■三国芦原線
□快速（上りのみ）・■普通
田原町駅 (E26) - 福大前西福井駅 (E27) - 日華化学前駅 (E28)